# 韋格峰
62°6′S 58°31′W / 62.100°S 58.517°W
韋格峰（英語：Wegger Peak），是南極洲的山峰，位於南設得蘭群島的喬治王島，處於麥凱勒灣入口處西面，海拔高度305米，在1960年由英國南極名稱諮詢委員會命名，現時由南極條約體系管理。